# The Takeover
The Takeover (в перекладі з англ. «Переворот») — перший студійний альбом американського виконавця альтернативного року Avery Watts. Реліз відбувся 10 жовтня 2011 року на лейблі Pulse Records. Альбом включає 5 треків, записаних раніше на самостійному релізі Уотса  The Takover EP (2009) і 10 нових треків. У багатьох піснях присутні також запрошені музиканти-інструменталісти та репер Napoleon The Great.
11 листопада 2011 вийшов інструментальний альбом  Voiceless: Vol. 1, що складається з інструментальних версій пісень з The Takover.
Основна думка, яка звучить протягом усього альбому, — переворот у свідомості людей і згуртування всіх рас. Уоттс у своїх піснях відкрито критикує нацизм.

## Список композицій
| #     | Назва          | Тривалість |
| ----- | -------------- | ---------- |
| 1.    | «It Begins»    | 2:08       |
| 2.    | «A Cut Above»  | 3:13       |
| 3.    | «Right Now»    | 3:56       |
| 4.    | «Our World»    | 4:39       |
| 5.    | «Stand»        | 3:23       |
| 6.    | «The Core»     | 4:38       |
| 7.    | «Interlude»    | 2:20       |
| 8.    | «Enough»       | 4:39       |
| 9.    | «This is War»  | 2:49       |
| 10.   | «Who I Am»     | 4:06       |
| 11.   | «Everyone»     | 5:05       |
| 12.   | «Criminal»     | 4:03       |
| 13.   | «Survive»      | 3:58       |
| 14.   | «Home»         | 5:13       |
| 15.   | «The Takeover» | 3:22       |
| 57:38 |                |            |

## Сингли
Всі сингли з альбому вийшли восени 2010 року на лейблі Pulse Records. Першим синглом стала пісня «Our World» (в перекладі з англ. Наш світ), що вийшла на iTunes 5 жовтня 2010. За нею послідували «Enough» (англ. Вистачить, 17 жовтня 2010) і «Right Now» (англ. Прямо зараз, 11 листопада 2010). Всі сингли вийшли тільки в цифровому форматі.
Також 6 березня 2009 синглом вийшов ремікс пісні «A Cut Above», яка присутня на альбомі. Проте, її не можна вважати альбомним синглом, так як вона не відноситься до Pulse Records, будучи самостійним релізом.

## Учасники запису
- Avery Watts — вокал, соло-гітара, продюсування, мастеринг, мікшінг.
- Napoleon The Great — MC
- Філліп Бір — соло-гітара
- Деймон Уоллі — ритм-гітара
- Ерік Девід — бас-гітара
- Річі Рів'єра — ударні
- Кріс Коллер — перкусія
- Корні Олсен — скрипка